# Nanocnide lobata
Nanocnide lobata är en nässelväxtart som beskrevs av Hugh Algernon Weddell. Nanocnide lobata ingår i släktet Nanocnide och familjen nässelväxter. Inga underarter finns listade i Catalogue of Life.